# (500030) 2011 SY42
(500030) 2011 SY42 es un asteroide perteneciente al cinturón de asteroides, descubierto el 2 de septiembre de 2011 por el equipo del Pan-STARRS desde el Observatorio de Haleakala, Hawái, Estados Unidos.

## Designación y nombre
Designado provisionalmente como 2011 SY42.

## Características orbitales
2011 SY42 está situado a una distancia media del Sol de 2,126 ua, pudiendo alejarse hasta 2,283 ua y acercarse hasta 1,970 ua. Su excentricidad es 0,073 y la inclinación orbital 1,218 grados. Emplea 1132,84 días en completar una órbita alrededor del Sol.

## Características físicas
La magnitud absoluta de 2011 SY42 es 19.